# San Pedro Tultepec
San Pedro Tultepec es un pueblo mexicano que pertenece al municipio de Lerma, Estado de México, que se localiza aproximadamente a 54 kilómetros de la ciudad de México y a unos 10 kilómetros de la ciudad de Toluca. Las poblaciones más cercanas son: al norte, Lerma; al oriente, Ocoyoacac; y al poniente, San Mateo Atenco. Esa toponimia en náhuatl significa en el cerro del tule. 
Originalmente, los pobladores de esta región se dedicaban a la elaboración de artesanías de tule. Hoy en día la elaboración de muebles de madera es la actividad principal.

## Historia
El asentamiento de San Pedro Tultepec se originó en el siglo XVI. Entre 1533 y 1536, Vasco de Quiroga impulsó la fundación de comunidades en la región, incluyendo Tultepec, mediante la reubicación de pobladores provenientes de Michoacán y del hospital de Santa Fe, de origen náhuatl. La localidad fue formalmente fundada en 1535. De acuerdo a registros documentales del litigio entre ambas partes durante ese periodo de tiempo, existió una venta formal de parte del cacique de Ocoyoacac, Martín Chimaltécatl, y que posteriormente se transformó en una localidad que se consolidó y prosperó. 
En 1874, San Pedro Tultepec dejó de pertenecer a San Mateo Atenco y pasó a formar parte del municipio de Lerma.

## Identidad y economía
Tradicionalmente, los habitantes de San Pedro Tultepec se dedicaron a la elaboración de artesanías de tule. Con el paso del tiempo, esta actividad evolucionó hacia la producción de muebles de madera, actividad que actualmente involucra a aproximadamente el 80% de la población local. La localidad es reconocida regionalmente por la calidad de sus productos de carpintería.
San Pedro Tultepec también es conocido por sus celebraciones religiosas, entre las cuales destaca la festividad de la Virgen de la Candelaria, que se celebra cada 2 de febrero. Durante esta festividad se realizan danzas tradicionales, fuegos artificiales y la preparación de platillos típicos como el mole rojo con arroz.

## Medio ambiente
La localidad posee un borde con el lago Chimaliapan, siendo parte de la misma cuenca hidrológica.

## Transporte

### Tren interurbano
La localidad cuenta con la estación Lerma del tren interurbano El Insurgente. La estación se encuentra a la entrada de la localidad.